# クインシー・テイラー
クインシー・テイラー（Quincy Taylor、1963年7月18日 - ）は、アメリカ合衆国の男性プロボクサー。テキサス州ダラス出身。身長177cm。元WBC世界ミドル級王者。

## 来歴
1986年8月13日、プロデビュー。
1988年8月12日、テリー・ノリス（アメリカ）と対戦し、0-3の判定負け。キャリア初黒星となった。
1990年10月8日、元WBC世界ウェルター級王者ホルヘ・バカと対戦し、6回途中で0-3の負傷判定負け。
1990年12月13日、IBFインターコンチネンタルスーパーウェルター級王座決定戦でアルマンド・ロドリゲス（ベネズエラ）と対戦し、7回TKO勝ちで王座を獲得した。
1991年5月6日、ホルヘ・バカと再戦し、0-3の判定負け。
1994年3月15日、NABF北米ミドル級王者オーティス・グラント（カナダ）に挑戦し、12回KO勝ちで王座を獲得した。
1995年8月19日、WBC世界ミドル級王者ジュリアン・ジャクソン（アメリカ）に挑戦し、6回TKO勝ちで世界王座を獲得した。
1996年3月16日、初防衛戦でキース・ホームズ（アメリカ）と対戦し、9回TKO負けで王座から陥落した。
王座陥落後は、1998年4月11日に2年ぶり、2001年6月16日に3年ぶりと2試合を行って引退した。

## 獲得タイトル
- 第23代WBC世界ミドル級王座（防衛0）